# Frederik van Verdun (graaf)
Frederik van Verdun (ca. 1000 - 6 januari 1022) was een zoon van graaf Godfried van Verdun en Mathilde van Saksen. Hij was graaf van Verdun en van Castres (Aisne) van 1012 tot 1022, in opvolging van zijn broer Godfried, die hertog van Neder-Lotharingen was geworden. Frederik bracht het lichaam van zijn broer bisschop Adalbero van Verdun terug uit Italië. Tegen het einde van zijn leven werd hij monnik in Saint Vanne en maakte een pelgrimsreis naar Jeruzalem. Frederik werd begraven in het klooster van Saint Guy.
Als graaf van Verdun werd Frederik opgevolgd door zijn broer Herman.
Volgens speculatie zou hij de vader zijn van Sophia van Verdun.

## Voorouders
| Voorouders van Frederik van Verdun | Voorouders van Frederik van Verdun                                         | Voorouders van Frederik van Verdun                                         | Voorouders van Frederik van Verdun                                   | Voorouders van Frederik van Verdun                                   | Voorouders van Frederik van Verdun                                   | Voorouders van Frederik van Verdun                                   | Voorouders van Frederik van Verdun                                   | Voorouders van Frederik van Verdun                                   |
| ---------------------------------- | -------------------------------------------------------------------------- | -------------------------------------------------------------------------- | -------------------------------------------------------------------- | -------------------------------------------------------------------- | -------------------------------------------------------------------- | -------------------------------------------------------------------- | -------------------------------------------------------------------- | -------------------------------------------------------------------- |
| Overgrootouders                    | Wigerik (886-tussen 916-919) ∞ Kunigunde van de Ardennen (ca. 890-ca. 940) | Wigerik (886-tussen 916-919) ∞ Kunigunde van de Ardennen (ca. 890-ca. 940) | Gerard van de Metzgau (875-910) ∞ 900 Oda van Saksen (884-952)       | Gerard van de Metzgau (875-910) ∞ 900 Oda van Saksen (884-952)       | Billung von Stubenskorn (890-967) ∞ Ermengarde of Nantes (–)         | Billung von Stubenskorn (890-967) ∞ Ermengarde of Nantes (–)         | ? (-) ∞ ? (-)                                                        | ? (-) ∞ ? (-)                                                        |
| Grootouders                        | Gozelo (911–943) ∞ Uda van Metz (910-963)                                  | Gozelo (911–943) ∞ Uda van Metz (910-963)                                  | Gozelo (911–943) ∞ Uda van Metz (910-963)                            | Gozelo (911–943) ∞ Uda van Metz (910-963)                            | Herman Billung (±900–973) ∞ Hildegarde van Westerburg (?–?)          | Herman Billung (±900–973) ∞ Hildegarde van Westerburg (?–?)          | Herman Billung (±900–973) ∞ Hildegarde van Westerburg (?–?)          | Herman Billung (±900–973) ∞ Hildegarde van Westerburg (?–?)          |
| Ouders                             | Godfried van Verdun (±930–1002) ∞ 963 Mathilde van Saksen (942-1008)       | Godfried van Verdun (±930–1002) ∞ 963 Mathilde van Saksen (942-1008)       | Godfried van Verdun (±930–1002) ∞ 963 Mathilde van Saksen (942-1008) | Godfried van Verdun (±930–1002) ∞ 963 Mathilde van Saksen (942-1008) | Godfried van Verdun (±930–1002) ∞ 963 Mathilde van Saksen (942-1008) | Godfried van Verdun (±930–1002) ∞ 963 Mathilde van Saksen (942-1008) | Godfried van Verdun (±930–1002) ∞ 963 Mathilde van Saksen (942-1008) | Godfried van Verdun (±930–1002) ∞ 963 Mathilde van Saksen (942-1008) |
| Frederik van Verdun (1000-1022)    |                                                                            |                                                                            |                                                                      |                                                                      |                                                                      |                                                                      |                                                                      |                                                                      |